# Peter King, 1. Baron King

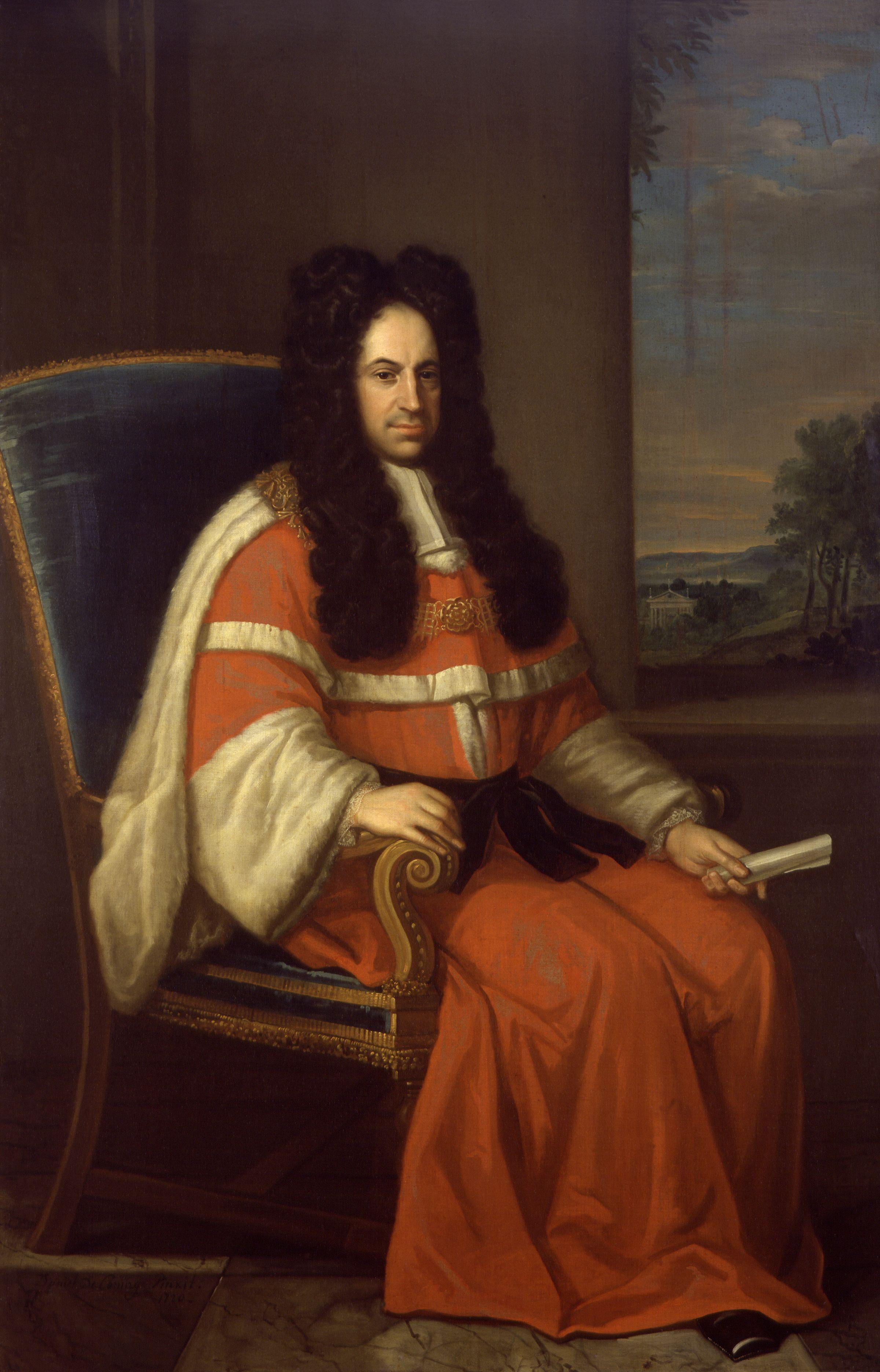
Peter King, 1. Baron King, Gemälde von Daniel de Coning (1720)

Peter King, 1. Baron King (* um 1669 in Exeter; † 22. Juli 1734 in Ockham, Surrey) war ein englischer Anwalt und Politiker, der unter anderem als Lordkanzler diente.

## Leben

### Familie und Jugend
Peter King wurde 1669 oder 1670 in Exeter geboren. Seine Eltern waren Jerome King, ein Händler aus Exeter, und Anne Locke. In seiner Jugend interessierte sich King besonders für frühe Kirchengeschichte und veröffentlichte 1691 anonym An Enquiry into the Constitution, Discipline, Unity and Worship of the Primitive Church that flourished within the first Three Hundred Years after Christ. Hierdurch wurde der Cousin seiner Mutter, der Philosoph John Locke, auf ihn aufmerksam. Auf dessen Rat hin wurde Peter King nach seiner Ausbildung an der Exeter Grammar School von seinem Vater auf die Universität Leiden geschickt, wo er fast drei Jahre verbrachte. Ein weiteres religionsgeschichtliches Werk, The History of the Apostles Creed, with critical observations on its several articles („Die Geschichte des Apostolischen Glaubensbekenntnisses mit kritischen Anmerkungen zu seinen verschiedenen Artikeln“), das 1702 in London, und 1706 in einer lateinischen Übersetzung (Historia symboli apostolici, cum observationibus ecclesiasticis et criticis ad singulos ejus articulos) in Leipzig erschien, wurde 1709 per Dekret der Glaubenskongregation auf den Index gesetzt.
1694 wurde er in den Middle Temple aufgenommen, 1698 erhielt er seine Zulassung als Anwalt.

### Politische Karriere
Bei den Wahlen 1700 wurde King als Parlamentsabgeordneter für Bere Alston in Devon in das Unterhaus gewählt, einen Sitz, den er bis 1715 innehatte. 1705 wurde er zum Recorder von Glastonbury, 1708 zum Recorder von London ernannt. Am 12. September 1708 wurde King zum Ritter geschlagen.
Bei der Thronbesteigung König Georgs I. war King Whig-Führer im House of Commons und wurde am 14. November 1714 zum Chief Justice of the Common Pleas ernannt. Dieses Amt hatte er elf Jahre inne, bis er im Januar 1725 zum Speaker of the House of Lords ernannt wurde. Als Lord High Steward führte King den Vorsitz beim Prozess gegen Lord Macclesfield, den ehemaligen Lordkanzler. Am 29. Mai des gleichen Jahres wurde ihm der Titel des Lord King, Baron King of Ockham verliehen, einige Tage später wurde er zudem zum Lordkanzler ernannt. Während der Abwesenheit des Königs fungierte King als Teil des Regentschaftsrats. Aufgrund eines Schlaganfalls sah sich King gezwungen, 1733 von seinen Ämtern zurückzutreten.
Am 14. November 1728 wurde Peter King in die Royal Society aufgenommen.
Peter King starb am 22. Juli 1734 in Ockham, Surrey, und wurde in der All Saints’ Church in Ockham beigesetzt.

## Ehe und Nachkommen
Peter King heiratete im September 1704 Anne Seys, Tochter von Richard Seys. Der Ehe entstammten sechs Kinder:
- Hon. Elizabeth King
- Hon. Ann King
- John King, 2. Baron King (1706–1740), ⚭ Elizabeth Fry
- Peter King, 3. Baron King (1709–1754)
- William King, 4. Baron King (1711–1767)
- Thomas King, 5. Baron King (1712–1779), ⚭ Catherina Troye

Peter Kings Ururenkel William King, 8. Baron King, heiratete 1835 Ada Byron, die einzige Tochter von Lord Byron, und wurde zum Earl of Lovelace ernannt.